# João Ghignone
João Ghignone (Serravalle Sesia, 11 de fevereiro de 1889 — Curitiba, 8 de junho de 1978) foi um empresário brasileiro.
Comerciante do ramo de livrarias e líder espírita paranaense, foi presidente da Federação Espírita do Paraná por 46 anos.

## Biografia
Nascido em Serravalle Sesia, pequena cidade da região do Piemonte, no norte da Itália, veio para o Brasil com seus pais em 1894 com apenas 5 anos de idade.. Era filho de Pietro Di Giuseppe Ghignone (engenheiro civil) e de Francesca Rolando Ghignone, que depois de viverem em outros locais do Brasil, acabaram fixando residência na cidade paranaense de Morretes, quando seu filho contava seus 11 anos de idade.  Foi ali que João viveu sua juventude e conheceu Itália Dall’igna, filha de imigrantes italianos com quem se casou e teve 8 filhos (5 mulheres e 3 homens).
Depois de atuar como músico, tipógrafo, dono de restaurante e comerciante, estabeleceu-se em Curitiba como livreiro. A livraria que criou (Livraria Ghignone, fundada em 1921) foi por décadas um ponto de encontro de intelectuais, amantes da literatura, estudantes e pesquisadores, chegando a possuir 13 lojas em Curitiba. Depois de 90 anos de existência, a rede deixou de existir após o fechamento da última loja, em agosto de 2011.
Tornou-se espírita ainda jovem, exercendo diversos cargos na Federação Espírita do Paraná (FEP) desde 1919. Em 10 de janeiro de 1932, tornou-se o 11º presidente da FEP, cargo que exerceu ininterruptamente até sua morte, em 1978.. Durante sua longa gestão, foram construídas muitas obras sociais, como o Albergue Noturno, o Sanatório "Bom Retiro" (atualmente Hospital Espírita de Psiquiatria Bom Retiro), o Lar "Icléa", o Lar "Hercília de Vasconcellos" (em Paranaguá), a Creche "Mariinha" (em Campo Largo), a creche "Josefina Rocha" (em Curitiba) e o Instituto "Lins de Vasconcellos" (que deu origem ao Colégio de mesmo nome, que por muitos anos funcionou na Rua Nilo Peçanha, em Curitiba).
Em 1970, João Ghignone foi personagem de um caso, narrado no livro "Chico Xavier por ele mesmo”, editado pela Martin Claret de São Paulo. Visitando o médium Chico Xavier em Uberaba, João Ghignone foi ao Centro Espírita em que Chico estava. Terminada a reunião, João entrou na fila para cumprimentar Chico. Qual não foi sua surpresa quando, ao chegar junto ao médium, este lhe disse: “Sabe quem está ao seu lado, bastante emocionada e querendo abraçá-lo? Sua mãe!”. Ao sair dali, João Ghignone comentou com um amigo: “Veja só: o Chico não está regulando muito bem. Minha mãe está viva em Curitiba”.  Porém, quando chegou de volta ao hotel em que estava hospedado, recebeu um telefonema interurbano. Era do Paraná e lhe anunciava a morte de sua mãe.
Faleceu em sua residência, em Curitiba, no dia 8 de junho de 1978. e em sua homenagem, foi batizada a "Casa Espírita João Ghignone", localizada na cidade de Campo Largo (fundada em 9 de julho de 1943, naquela época com o nome de Centro Espírita Luz e Verdade).